# Kara-Bogaz-Gol
Kara-Bogaz-Gol (turkmensky Garabogazköl, rusky Кара-Богаз-Гол) je záliv-lagunové jezero u východního pobřeží Kaspického moře v provincii Balkan v Turkmenistánu. Název je odvozen od turkických slov Kara – černý, Bogaz – hrdlo a Gol – jezero. Má rozlohu 12 000 km². Dosahuje maximální hloubky 3,5 m. Výška hladiny je 4,5 m pod úrovní Kaspického moře.

## Pobřeží
Na západě je laguna od moře oddělená stejnojmennou kosou, která je přerušena úzkým (200 m až 1 km) stejnojmenným průlivem dlouhým přibližně 11 km. Při ústí mořské řeky se vytvořila stále rostoucí delta.

## Vodní režim
V důsledku nižší vodní hladiny v laguně oproti moři se průliv změnil ve stálou mořskou řeku (rychlost toku 1 až 3 m/s), která tak tvoří jediný přítok laguny. Laguna nemá žádný odtok a voda se z hladiny velmi silně odpařuje. V polovině 20. století přiteklo do laguny ročně 10 až 12 km³ vody z Kaspického moře. Jedná se o pátou nejslanější nádrž na světě. V roce 1972 se uvažovalo o postavení přehradní hráze, která by regulovala mořskou řeku tekoucí do laguny. V roce 1980 byla laguna zcela oddělena od moře, z důvodu poklesu hladiny moře a postavení hráze. V roce 1983 laguna zcela vyschla. Od roku 1984 začala opět přivádět vodu mořská řeka přes propusť v hrázi a od roku 1992 již voda plně proudí průlivem a v laguně se odpařuje. Současný přítok činí přibližně 2 km³/rok.

## Vlastnosti vody
V důsledku silného odpařování je voda v laguně vysoce slaná (35 %) a místy se vytváří solný roztok (solanka). Z těženého roztoku se získává mirabilit.
Salinita je tak vysoká, že jezero nehostí žádný rostlinný život. Ryby, pronikající do lagunového jezera z moře, umírají.

## Osídlení pobřeží
Centrem zpracování sulfátů je Kara-Bogaz, který se do roku 2002 jmenoval Bekdaš. Největším přístavem je Kara-Bogaz-Gol, který leží na mořské straně kosy.